# Stoned
A Stoned 1987-ben keletkezett indítószektori számítógépes vírus. Ez az egyik legkorábbi vírus, és feltehetően egy wellingtoni (Új-Zéland) tanuló hozta létre. 1989-re elterjedt Új-Zéland és Ausztrália nagy részén, és változatai világszerte elterjedtek az 1990-es évek elején.
Az eredeti változat 12,5% valószínűséggel okozta az alábbi üzenet megjelenését: „Your PC is now Stoned!”, mely a fertőzött hajlékonylemezek és merevlemezek indítószektorában jelent meg az alábbi szöveggel együtt: „Legalise Marijuana”. A későbbi változatok számos más üzenetet írtak ki.

## Eredeti változat
Az eredeti „Your PC is now stoned. Legalise Marijuana” üzenetet feltehetően egy wellingtoni (Új-Zéland) tanuló írta.
Az eredeti változat szerzőjének feltehetően csak IBM PC 360 kB-os hajlékonylemezekkel volt tapasztalata, mivel az IBM AT 1,2 MB-os meghajtón vagy a gyökérben 96-nál több fájllal rendelkező rendszereken nem működik. Nagyobb, például 1,2 MB-os meghajtón az eredeti szektor a könyvtár egy részét felülírhatja.
Az üzenet pontosan 8-cal osztható indítási idő esetén jelent meg. Sok ekkori IBM PC-klónon az indítási idők változhattak, így az üzenet véletlenszerűen (8-ból 1-szer) jelent meg. Egyes IBM PC-kompatibilis gépeken vagy eredeti IBM PC-ken az indítási idő konstans volt, így egy fertőzött gép vagy sose mutatta az üzenetet, vagy mindig. Egy fertőzött számítógép 360 kB-os hajlékonylemezzel és 20 MB-os vagy kisebb merevlemezzel egy tünetmentes hordozó, mely funkcióvesztés nélkül képes volt működni, de bármilyen belé helyezett lemezt megfertőzött volna.
Merevlemezeken az eredeti Master Boot Record a 0. henger 0. fejének 7. szektorára, a hajlékonylemezeken az eredeti indítószektor a 0. henger 1. fejének 3. szektorára került, mely a 360 kB-os lemezek utolsó könyvtárszektora. A vírus „biztonságosan” felülírja az indítószektort, ha a gyökérkönyvtárban legfeljebb 96 fájl van.

## Változatok
A víruskép könnyen módosítható volt, még programozási ismeretek nélkül is megváltoztatható volt a megjelenő üzenet. Számos változata volt a Stoned-nak, némelyiknek csak az üzenete volt más.

### Beijing, Bloody!
A vírus által megjelenített üzenet: „Bloody! Jun. 4, 1989”, utalva arra a napra, hogy a Kínai Népköztársaság ekkor szüntette meg a Tienanmen téri tüntetéseket.

### Swedish Disaster
A vírus üzenete „The Swedish Disaster”.

### Manitoba
A Manitobának nincs aktivációs eljárása, és nem tárolja az eredeti indítószektort, hanem csak felülírja. 2,88 MB-os EHD lemezeket is sért a vírus.
A Manitoba 2 kB memóriát használ.

### NoInt, Bloomington, Stoned III
A NoInt megpróbálja az észlelését megakadályozni. Ez olvasási hibákat okoz a partíciós tábla elérésének kísérletekor. A NoInttel fertőzött rendszerek alapmemóriája 2 kB-tal kisebb.

### Flame, Stamford
A Stoned egy változatát Flame-nek nevezték (később ehhez nem kapcsolódó malware kapta e nevet). A korai Flame 1 kB memóriát használ. Az eredeti indítószektort vagy MBR-t a 25. henger 1. fejének 1. szektorán tárolja közegtől függetlenül.
A Flame elmenti a fertőzés hónapját, melynek változásakor a képernyőn színes lángokat mutat, és felülírja az MBR-t.

### Angelina
Az Angelina rejtőzik. Merevlemezeken az eredeti MBR-t a 0. henger 0. fejének 9. szektorára helyezi.
Az alábbi beágyazott szöveget tartalmazza, melyet nem jelenít meg a vírus: „Greetings from ANGELINA!!!/by Garfield/Zielona Gora” (Zielona Góra lengyel település).
- 1995 októberében felfedezték az Angelinát új Seagate Technology 5850 IDE merevlemezekben.[8]
- 2007-ben egyes, az Aldi üzletekben eladott Medion számítógépekről feltételezték, hogy az Angelinával fertőzött.[9] A Medion sajtóközleményben elmondta, hogy az észlelést nem a vírus, hanem az előtelepített Bullguard antivírus szoftverben lévő hiba okozta. A hibát később javították.[10] A Bullguard hibája rávilágított az eladók által a windowsos számítógépekre előtelepített szoftverekkel kapcsolatos gondokra (túl a felugró ablakokon és a pénzkéréseken), melyek célja a Windows-licencek költségének fedezése. A technológiai médiában gyakran kritizálják, még a Microsofthoz általában nagyon barátságos beszámolókban is megjelenik.[11]

## Bitcoinblokklánc-eset
2014. május 15-én a Stoned vírus aláírása megjelent a bitcoin blokkláncában, ezért a Microsoft Security Essentials a blokklánc másolatait vírusnak tekintette, javasolta annak eltávolítását, és a csomópontot a blokklánc újratöltésére kényszerítette, folytatva a ciklust.
Csak a vírus aláírása volt a blokkláncban, a vírus maga nem, és ha mégis ott lett volna, nem tudott volna működni.
A helyzetet kevéssel később megoldotta a Microsoft a blokklánc Stonednak észlelésének megakadályozásával. A Microsoft Security Essentials azonban továbbra is képes volt valódi Stoned-példányok észlelésére.